# Lavacquerie
Lavacquerie település Franciaországban, Oise megyében. Lakosainak száma 185 fő (2022. január 1.). Lavacquerie Beaudéduit, Catheux, Croissy-sur-Celle, Fontaine-Bonneleau, Le Mesnil-Conteville, Belleuse és Thoix községekkel határos.

## Népesség
A település népességének változása:
| Lakosok száma | 211  | 211  | 209  | 207  | 201  | 195  | 189  | 185  | 185  |
|               | 2013 | 2015 | 2016 | 2017 | 2018 | 2019 | 2020 | 2021 | 2022 |